# Louise Thunström
Louise Charlotte Elahe Thunström, född 11 mars 1973 i Iran, är en svensk politiker (socialdemokrat). Hon är ordinarie riksdagsledamot sedan 2022, invald för Västra Götalands läns norra valkrets.
I riksdagen är hon suppleant i kulturutskottet.